# 奧林匹克國家綜合體育場
奧林匹克國家綜合體育場（羅馬化：Natsionalnyi sportyvnyi kompleks "Olimpiiskyi"），也稱為奧林匹克體育場，是一座位於烏克蘭基輔佩切爾西基區的多功能體育場。奧林匹克國家綜合體育場可容納70,050名觀眾，是烏克蘭國內最大的體育場地，也是繼俄羅斯莫斯科盧日尼基運動場後、東歐地區座位數目第二高的體育場地。
目前為烏克蘭足球超級聯賽球隊基輔戴拿模的主場，曾作為2012年歐洲國家盃三場分組賽、半準決賽和決賽的比賽場地，也是2017–18球季歐洲聯賽冠軍盃的決賽場地。

## 歷史
1923年8月12日，托洛斯基紅色體育場（奧林匹克國家綜合體育場前身）落成啟用。
1991年烏克蘭脫離蘇聯獨立後，原名「共和體育場」的球場於1996年成為國家體育場，並更名為奧林匹克國家綜合體育場，但基輔人仍然愛稱它為「中央體育場」（烏克蘭語：Центральний，Tsentralny）或「共和體育場」（烏克蘭語：Ресубликанський стадіон，Respublykanskyi stadion），球場附近的地鐵「共和體育場」站也一併更名為「奧林匹克」站。1997–99年，為配合國際足協的指引，體育場再度翻修，座位減至83,450個。此前，本球場是基輔戴拿模的主場，洛巴諾夫斯基體育場則是他們的訓練場地，但到了1998年，會方認為持續維護翻修奧林匹克體育場作為球會主場並不符合經濟效益，加上入場觀賽人數很少會超過10,000人，遠少於球場的容量，因此決定重建洛巴諾夫斯基體育場並將主場移到那裡。自此奧林匹克國家綜合體育場主要舉辦國家層面的足球賽事，基輔戴拿模只在重要的主場比賽時才以此為比賽場地，以容納更多觀眾。

### 名稱更迭
- 1923年：托洛斯基紅色體育場（Red Stadium of Trotsky）
- 1924–1935年：紅色體育場（Red Stadium）
- 1936–1938年：科西奧爾共和黨人體育場（Republican Stadium of Kosior）
- 1938–1941年：共和體育場（Republican Stadium）
- 1941年：赫魯雪夫共和體育場（Republican Stadium of Khrushchev），容量50,000人
- 1941–1943年：全烏克蘭人體育場（All-Ukrainian Stadium）
- 1944–1962年：赫魯雪夫共和體育場（Republican Stadium of Khrushchev），容量47,756人
- 1962–1979年：中央體育場（Central Stadium），1967年時容量100,062人
- 1980–1995年：共和體育場（Republican Stadium）
- 1996至今：奧林匹克國家綜合體育場（Olimpiyskiy National Sports Complex），1999年容量83,450人，2011年減少至70,050人